# Iglesia de San Luis Beltrán (Bonaire)
La Iglesia de San Luis Beltrán (en papiamento:  Parokia San Luis Beltran) es el nombre que recibe un edificio religioso afiliado a la Iglesia católica y que se encuentra ubicado en la localidad de Rincón en la isla caribeña de Bonaire, un territorio organizado dentro del Caribe Neerlandés como municipio especial del Reino de los Países Bajos. 
El templo sigue el rito romano o latino y depende de la diócesis de Willemstad (Dioecesis Gulielmopolitana) con sede en la cercana ciudad de Willemstad en la también isla de Curazao. Fue dedicada en honor de San Luis Bertrán i Eixarch O.P. (también escrito sant Lluís Bertran) un santo español de la orden de los dominicos, canonizado por el papa Clemente X en 1691. Esta decorada con colores amarillo y blanco y posee un imagen del San Luis junto a su entrada principal y a un lado de su torre campanario.